# Pleasanton, Kalifornien
Pleasanton är en stad (city) i Alameda County, i delstaten Kalifornien, USA. Enligt United States Census Bureau har staden en folkmängd på 71 215 invånare (2011) och en landarea på 62,5 km².